# 揚げ物
揚げ物（あげもの）あるいは揚げ料理（あげりょうり）とは、高温の多量の油の中で食材を加熱調理した料理、またその調理技法をいう。
英語ではdeep fryといい、この影響から日本でも一般にフライとも呼称される。中国語では炸（ジャー、zhá）という。フランス料理における揚げ物はfrites（フリート）である。

## 特徴

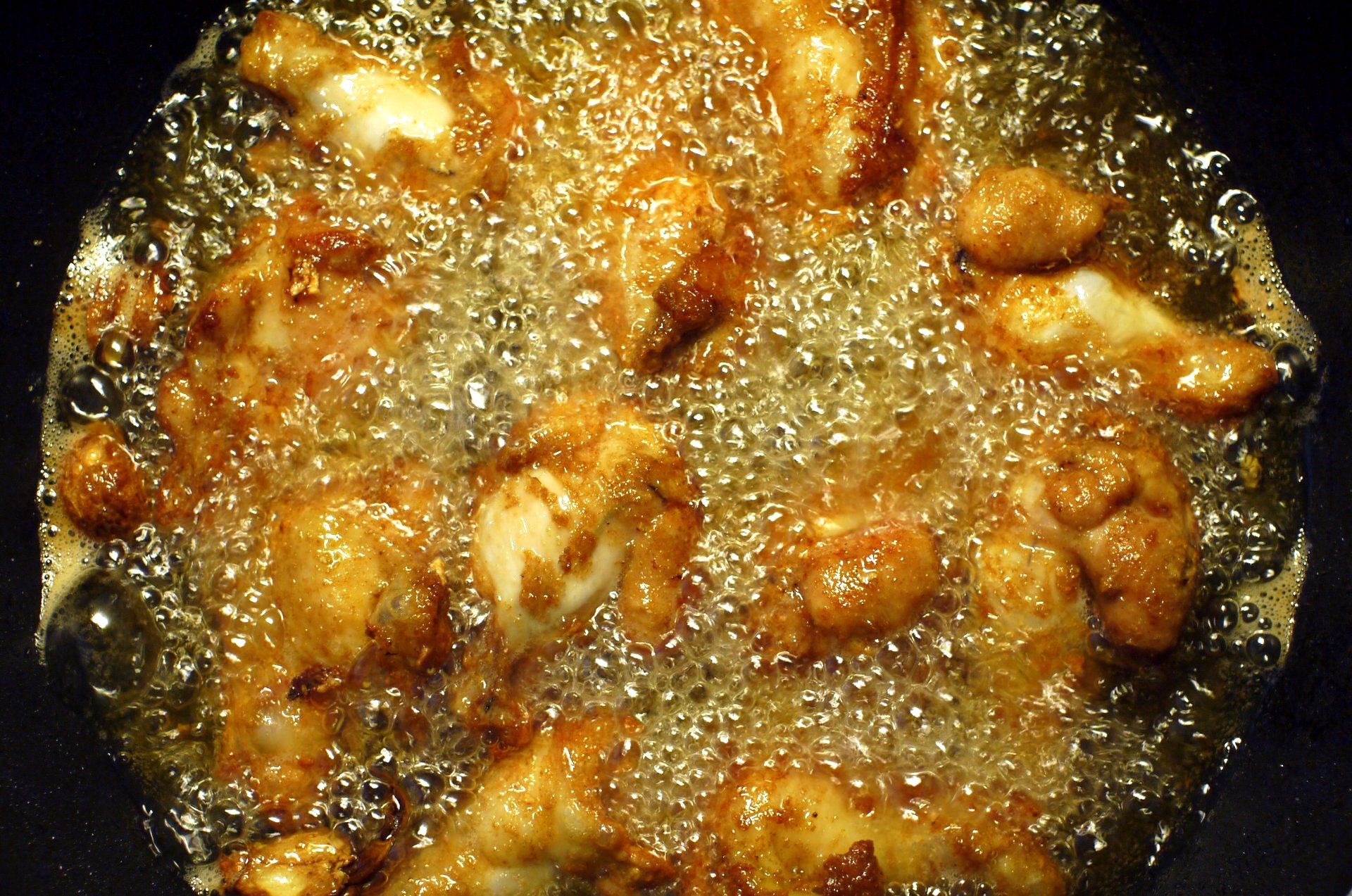
鶏肉を揚げている様子

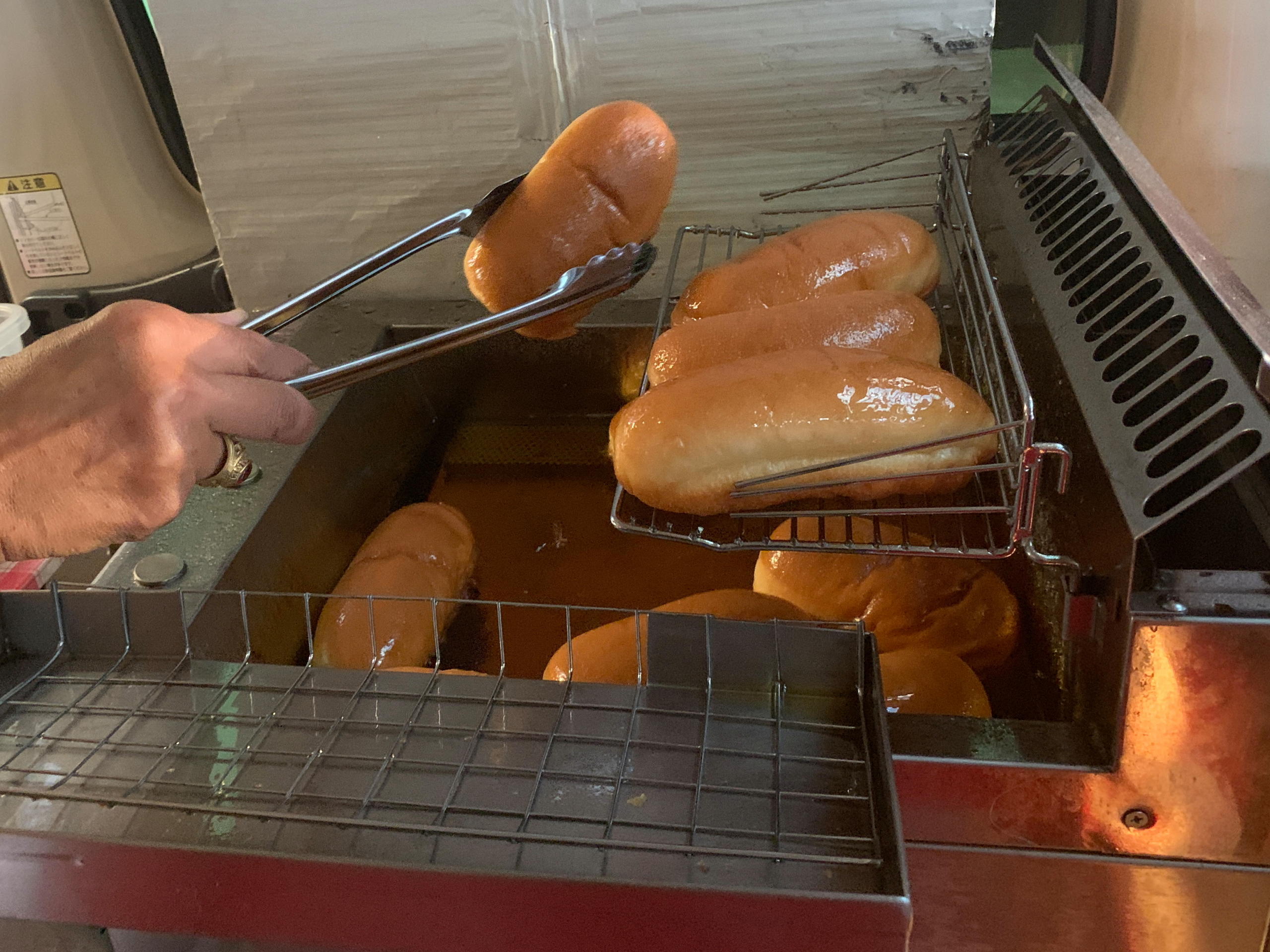
パンを揚げている様子（揚げパン）

揚げ調理に利用される油の沸点は摂氏100度以上であり、摂氏100度で沸騰する水で煮る調理とは異なり、短い時間で高温の加熱調理が可能である。
食材を高温の油に投入すると、表面の水分が瞬間的に沸騰し蒸発する（揚げ物をする際に泡が出るのはこのため）と同時に、油に直接接した部分は短時間で蛋白質等が熱変性し硬化する。食材の表面に硬い殻が出来た状態となるので、表面のみがサクッとした食感となり内部は水分が保たれ、軟らかさが残る。料理によっていくらかの油は料理に吸収され（その割合を「吸油率」と呼ぶ）、風味を与える。油で加熱する調理でも、コンフィやアヒージョなど意図的に高温にしない調理では風味が異なり、油で調理する全てが揚げ物というわけではない。
炒め物等の素材をあらかじめ短時間下揚げすることは油通し（過油（グオヨウ、中国語））といい、中華料理の基本的な技法である。食材を炒めて火を通すと、焦げ目がつきがちで見た目が悪く、また苦味がつく。あらかじめ素揚げで火を通すことで、炒めるより均一に食材に火を通すことができ、肉や魚は表面を固めることで内部から出る肉汁を逃がさず、野菜は鮮やかな美しい色に仕上がり、食感よく調理することができるのである。

## 調理法の歴史
日本では奈良時代に中国から伝わった唐菓子や精進料理などによりこの調理法が知られていたが、油の原料が胡麻で生産量が少なく、その食用油の商取引が座に仕切られ、関所による課税により流通コストも高かったため、広く普及することはなかった。戦国時代末期に織田信長が推し進めた楽市・楽座により流通の障壁が取り除かれ、江戸時代初期に、植物油の主流がごま油から量産の可能な菜種油に変わり生産が増加したことや、調理も天ぷらの普及と天ぷらに合った調味料の醤油の開発と流通に伴い、広く食されるようになった。
古代ローマのレシピ本である『アピキウス』の中で、"Pullum Frontonianum" という鶏料理の下準備として揚げる技法が初めて紹介される。日本で戦国時代にポルトガルなどヨーロッパから南蛮料理として伝わった天ぷらの元となった揚げ物調理法は存在していたが、英語では「揚げる（英: deep-fry）」という単語は1930年代におけるまで記述が存在しなかった。

## 調理器具

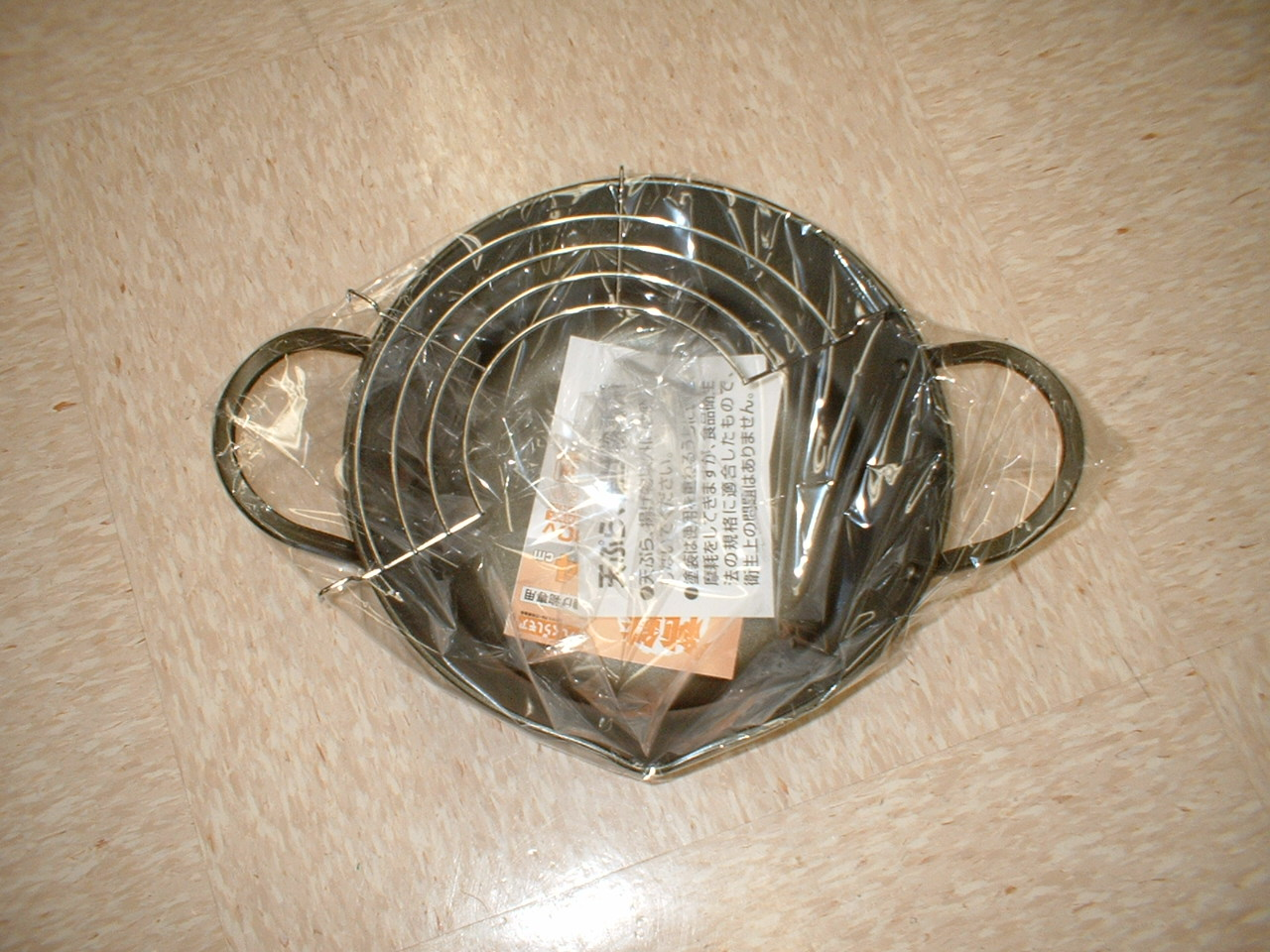
天ぷら鍋

揚げ物に用いられる器具としては鍋とフライヤーがある。
「天ぷら鍋」には銅製、鉄製、アルミ製、ステンレス製などがある。調理した揚げ物をのせて油を切るための半円形の天ぷら網を鍋にかけて用いることも多い。油の温度を計測するための温度計が用いられることもあり、鍋に付属している製品もある。
フライヤーには電気式とガス式がある。このうち電気式の卓上型フライヤー（蓋付きタイプ）は、温度調節が的確、持ち運びが容易、油が周囲に飛び散る心配がないといった利点がある。店舗調理においては長時間大量に揚げ料理可能な業務用フライヤーもある。

## 揚げ方

### 揚げ油
揚げ油として使用される油は、料理・地域・嗜好によって異なる。ごま油、米油、サラダ油、綿実油、白絞油、椿油、ショートニングなどの植物性油脂や、ラード、バターなどの動物性油脂など、様々な食用油が利用される。また、業務用として販売されている「天ぷら油」は白絞油が多く使用されるが、こだわる料理店ではごま油や綿実油をベースにブレンドして使用することがある。ドーナツ、フライドポテトなどの、さくっとした食感を重視するものには、ショートニングなど、軟化点の高い油脂が使われる場合がある。
深めの鍋を使い油をたっぷり使うことが上手く揚げるコツである。油の量が少なすぎると温度管理が難しくなる。温度調節機能付きの焜炉では、最低でも200mL以上の油で調理することが推奨されている。

### 温度

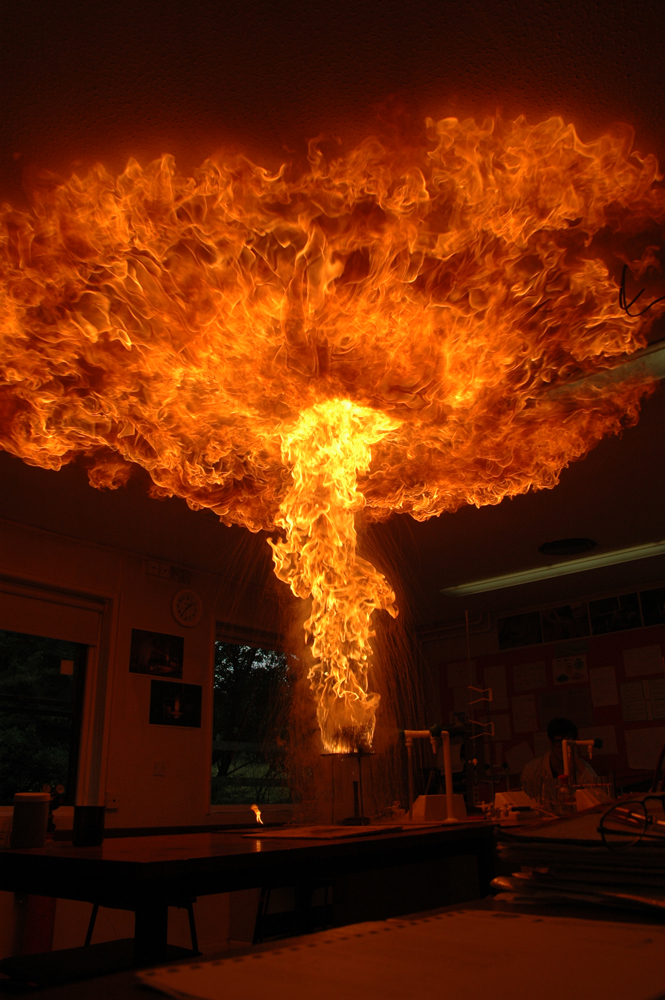
油が燃えている様子

油の温度の見分け方には色々あるが、一例として少量の衣を油に落とした様子で見る方法を挙げる。
| 温度        | ころもの様子                     | 料理                     |
| ----------- | -------------------------------- | ------------------------ |
| 150℃ - 160℃ | 鍋の底に沈んでゆっくり浮き上がる | 青じそ、三つ葉           |
| 170℃ - 180℃ | 一旦沈んですぐ浮き上がる         | 野菜、から揚げ、魚介類   |
| 180℃ - 190℃ | 油の表面で散る                   | 天ぷら、とんかつ、フライ |
| 190℃ -      |                                  | コロッケ                 |

温度計付きの揚げ物用鍋も市販されているほか、揚げ物に適した温度調節機能付きのフライヤーも販売されている。また、一度に食材を入れすぎると急激に温度が下がるため、油表面の1/3程度の面積に留めておくことが大切である。
揚げ油は加熱したままだと300℃ほどで大量の白煙が発生し、さらに加熱を続けると370℃で自然発火する。揚げ物の料理中は鍋に火をかけたまま放置せず、常にそばに付いていることが安全のために重要である。

### 廃油
使い終わった油は油こしで天かすや細かいかすをこして、油自体の酸化が進まないように冷暗所で保管すれば2 - 3回は繰り返して使用可能である。熱いままの天かすをゴミ袋等に集積すると、天かす自体の持つ熱が逃げず、油の酸化反応が次第に加速し発火するため、火災発生の原因となる。従って、確実に室温まで冷えた状態になるまでは廃棄してはならない。天かすは多孔質であり、空気に触れる面積が大きいため、天かすの油の酸化反応は急激に進行する。例えば、500グラム程度の天かすでも、熱を持った状態で集積すればほぼ確実に発火する程度である。
揚げ物の廃油をそのまま捨てると排水管の内側にこびりついて詰まりの原因となる上、生活排水として水系を汚染する。家庭における少量の油は、なるべく炒め物などで使い切る。捨てる場合は、冷めてから新聞紙やキッチンペーパーに染みこませて牛乳パックなどに詰めて捨てる。市販の廃油凝固剤（油固剤ともいい、投入することで廃油を固めて捨てやすくする薬剤で、ひまし油誘導体などが成分）や吸収剤が利用されることもある。また、界面活性剤で乳化して廃棄させる製品や、オルトケイ酸ナトリウム、ケイ酸ナトリウム、オルトケイ酸カリウム（液状）を主成分とし、石鹸として利用できるようにする製品もある。大量の廃油を出す飲食店や事業所などでは廃油が下水に流れないよう、グリストラップ（廃油槽）を設置し、定期的に専門の産廃業者に油を回収させることが1976年（昭和51年）の建設省告示で義務化されている。
自治体や地域コミュニティーによっては、廃油の回収を呼びかけ、工業用脂肪酸、塗料樹脂の原料、ゴム添加剤、石鹸原料などにリサイクルをしている例もある。大規模な例としては、東京国際空港（羽田空港）では2008年より施設内の食堂街から出た廃油を処理し、貨物運搬車の燃料として用いている。

## 揚げ方の種類と料理

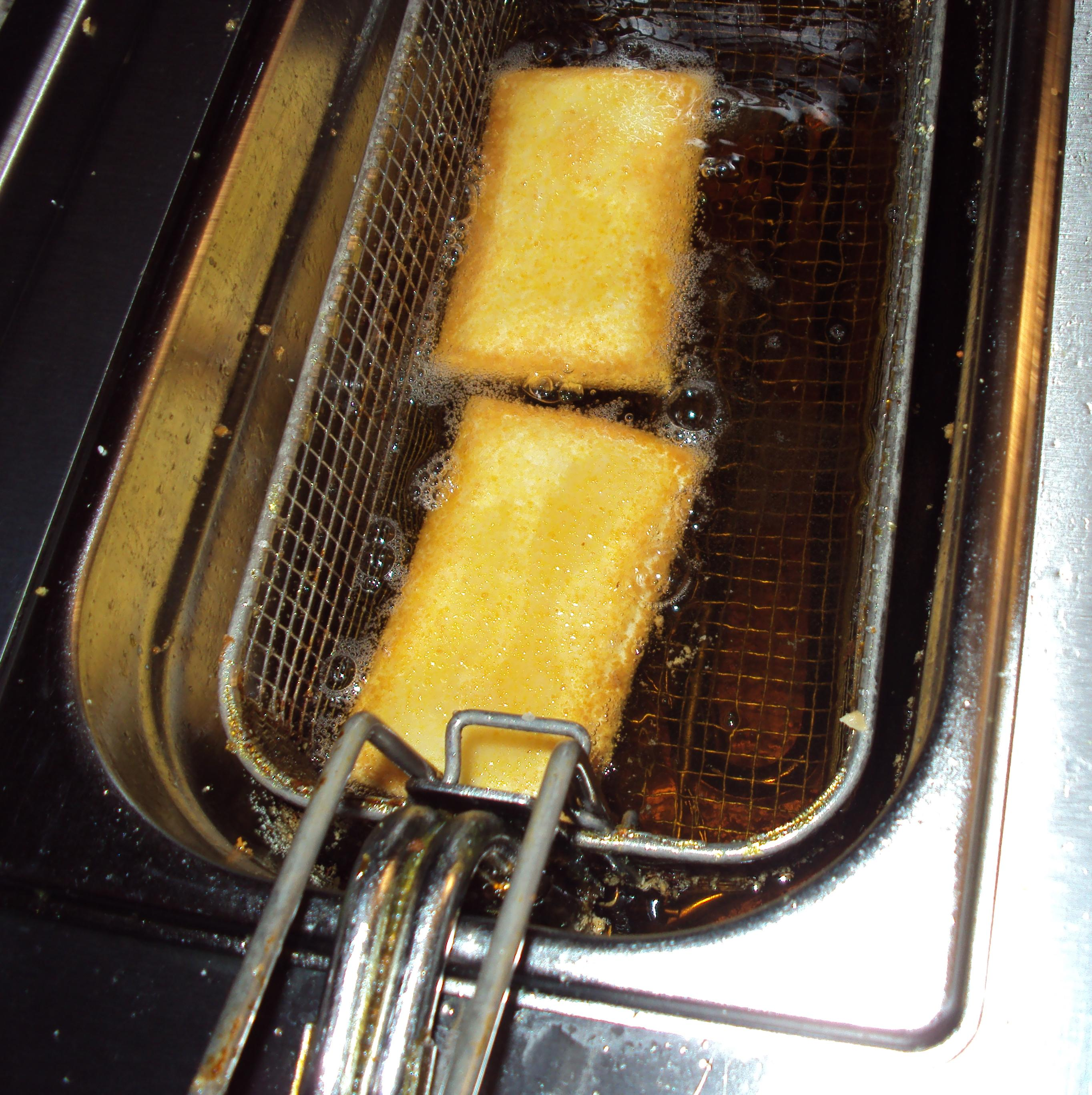
揚げ料理の一つ（Kaassoufflé）オランダ料理でチーズが入ったパイ

日本では、一般に素揚げと衣揚げに分類される。素揚げは衣がない状態で揚げたもの、衣揚げは衣をつけて揚げたものである。衣揚げはさらに衣の種類や具材によってから揚げ、天ぷら、フライ、カツ、コロッケ、魚カツなどに分類される。このほかに揚げた菓子の総称である揚げ菓子がある。

### 素揚げ
素揚げは、衣がない状態で食材を油で揚げた料理や調理法。素材の色・形状を活かす揚げ方で、下ごしらえとしても行う。食材は野菜・魚類・肉類と幅広い。
- 豆腐を揚げたもの。
  - 油揚げ - 豆腐を切って油で素揚げしたもの。主に薄切りにしたものをいう。
  - 厚揚げ - 豆腐を厚く四角く切って油で素揚げしたもの。
  - がんもどき - 豆腐に野菜を混ぜて揚げたもの。
- 揚げパン - 揚げたパン。様々な種類がある。
  - 油条 - 中華料理。揚げパン。
  - クルトン - フランス料理。サイコロ状に切ったパンを揚げたもの。
- フライドポテト - 欧米の料理。ジャガイモを揚げたもの。
- 揚げかまぼこ - 魚肉練り製品で魚のすり身を揚げたもの。一般的には素揚げをするが歴史的経緯から天ぷらと呼ばれているものもある。パン粉を使って揚げるものは魚カツに分類される。
  - 薩摩揚げ - 塩や砂糖などで味付けしてから揚げた揚げかまぼこ。
- 衣以外のものをまぶしてから揚げたもの。
  - 利休揚げ - 食材にゴマをまぶして揚げたもの。
  - スコッチエッグ - イギリス料理。ゆで卵をひき肉で包んでパン粉を付けて揚げたもの。パン粉はハンバーグのように衣としてではなく素材として使用する。
- 皮で包んで揚げたもの。
  - 春巻き - 中華料理。
  - 揚げ餃子 - 中華料理。一般的な餃子とは異なり油で揚げたもの。
  - 揚げ焼売 - 中華料理。一般的な焼売とは異なり油で揚げたもの。
  - サモサ - インド料理。具材を香辛料で味付けして三角形の皮で包んで揚げたもの。

### から揚げ
から揚げ（唐揚げ、空揚げ）は、小麦粉や片栗粉の衣を付けて揚げるもの。何も付けないで揚げる素揚げのことを空揚げと呼ぶこともあり、区別は明確ではない。北海道などざんぎと呼ぶ地方もある。鶏肉を使ったものが多い。
- 鶏肉を具材にした唐揚げ。
  - フライドチキン - アメリカの鶏の唐揚げ。
  - チキン・ナゲット - アメリカの鶏の唐揚げ。ひき肉を使用する。
- 鶏肉以外を具材にしたもの。
  - 揚げ出し豆腐 - 豆腐に衣を付けて揚げたもの。
  - フィッシュ・アンド・チップス - イギリス料理。魚とポテトを揚げたもの。
  - 排骨 - 中華料理。豚を具材にしている。
- 竜田揚げ - 醤油やみりんなど下味を付けた食材に、片栗粉をまぶして揚げるもの。
- 唐揚げを汁に浸した料理。
  - 南蛮漬け - 唐揚げを甘酢に浸したもの。
  - チキン南蛮 - 鶏の唐揚げを甘酢に浸したもの。
  - 鶏肉のレモン漬け - 鶏の唐揚げをレモン汁などに浸したもの。

### 天ぷら
天ぷらは、小麦粉と卵を使用した衣をつけて揚げたもの。
- 野菜の天ぷら。
  - 精進揚げ - 精進料理で使われる野菜の天ぷら。
  - パコラ - 南アジアの天ぷら。野菜にヒヨコマメ粉の衣を付けて揚げる。
- 肉・魚の天ぷら。
  - げそ天 - イカの天ぷら。
- かき揚げ - 小さく切った魚介類や野菜の天ぷら。
- 磯辺揚げ - 小麦粉を水と卵で溶き、青のりを加えた衣に食材につけて揚げたもの。板海苔を巻いて揚げたもの。
- 味の付いた衣を使う天ぷら。
  - フリッター - 洋風天ぷら。小麦粉と卵黄を牛乳か水で溶き、これに泡立てた卵白を加えた衣をつけて、魚・野菜・果物などを揚げたもの。衣が柔らかく、甘みを含んだものがある。

### フライ
フライはパン粉を衣として揚げたもの。主に原形のままの魚介類を揚げる場合を言う。
- 魚のフライ。
  - アジフライ - アジのフライ。
  - 白身魚のフライ - 白身魚をフライにしたもの。
- 貝のフライ。
  - カキフライ - カキのフライ。
  - ホタテフライ - ホタテのフライ。
- その他の魚介類のフライ。
  - エビフライ - エビのフライ。
  - イカフライ - イカのフライ。
- 魚介類以外のフライ。
  - いもフライ - ジャガイモのフライ。
- 文化フライ - 小麦粉とシロップを使ったフライ。

### カツ
カツはパン粉を衣として揚げたもの。フライとの区別はあいまいだが、主に切った肉類を揚げる場合を言う。
- 豚カツ - 豚肉を使ったカツ。
  - 味噌カツ - 豚カツに味噌を付けたもの。
  - ミルフィーユカツ - 薄切りにした豚肉を重ねた豚カツ。
  - メンチカツ - 練った肉を使ったカツ。具材は豚肉が基本だが牛肉の場合もある。
  - 串カツ - 串に刺してカツにしたもの。具材は豚肉が基本だが他の肉や野菜の場合もある。
  - ハムカツ - ハムのカツ。
- その他の肉のカツ。
  - カツレツ - フランス料理のコートレットを日本風にしたもの。カツ料理の原型。基本的に牛肉を使う。
  - 牛カツ - 牛肉を使ったカツ。
  - チキンカツ - 鶏肉を使ったカツ。
  - 海老カツ - エビを使ったカツ。
  - カツカレー棒 - カレーライスを豚ヒレ肉で包んでカツにしたもの。北海道のご当地グルメ。

### コロッケ
コロッケはパン粉を衣として揚げたもの。基本的にはジャガイモを練ったものを揚げる。
- アランチーニ - 米を使ったイタリアのコロッケ。
- ファラフェル - 豆類を使った中東のコロッケ。

### 魚カツ
魚カツはパン粉を衣として揚げたもの。魚介類を練ったものを揚げる。揚げかまぼこの一種とされることもある。

### 揚げ菓子
揚げ菓子は、揚げた菓子類。スナック菓子に多くの種類がある。
- 生菓子の揚げ菓子に該当する和菓子。
  - あんドーナツ - 甘い餡を生地で包んで揚げた菓子。
  - かりんとう饅頭 - 黒糖を使った生地を包んで揚げる。
  - 大学芋 - 油で揚げたサツマイモにはちみつを絡めたもの。
  - 揚げもみじ - もみじ饅頭に衣を付けて揚げたもの。
- 干菓子の揚げ菓子に該当する和菓子。
  - かりんとう - 小麦粉に砂糖などを練り合わせて棒状にして揚げたもの。
  - 芋ケンピ - サツマイモを細長く切って揚げて砂糖を絡めたもの。
- 洋菓子
  - ドーナツ - 欧米の小麦粉を中心にした生地を揚げた菓子。
  - ポテトチップス - アメリカのスナック菓子。

## 危険性
熱した油を使う揚げ物は、火傷や火事の原因になることが多い。火および加熱した油の管理を怠った結果、子供や病人が火傷をしたり、小火騒ぎ（ぼやさわぎ）になるなどといった事故は珍しくもなく、建物が全焼してしまうような惨事もたまにニュースになる。また、揚げ調理によって周囲に飛び散った油が長い月日を経て滞積し、頑固な油汚れ、滑って転倒、引火などの危険をもたらすこともある。
2019年（平成31年）3月27日、東京都足立区の荒川の水上で開業準備中の屋形船（当時の日本最大級、全長30メートルの大型新造屋形船で、最大乗船人数は76人）が全焼したが、芋の天ぷらを1人で揚げていた従業員が火を止めずに数分間現場を離れたために起こった油の異常加熱が原因であった。適正温度を超えて加熱され続ける油は数分で気化し始め、やがて発火し、軽く天井に届くような大きな火柱が立ち上がる。消防庁・消防団・地方自治体・調理器具関連企業・消火器具関連企業などは「天ぷら油火災」「天ぷら火災」の危険性を啓発している。